# لي تشن (ممثل)
لي تشن (بالصينية: 李晨) هو مغني وممثل صيني، ولد في 24 نوفمبر 1978 ببكين في الصين.

## وصلات خارجية
- لي تشن على موقع IMDb (الإنجليزية)
- لي تشن على موقع ميوزك برينز (الإنجليزية)
- لي تشن على موقع قاعدة بيانات الفيلم (الإنجليزية)
- لي تشن على موقع كينوبويسك (الروسية)